# Iris benacensis
Iris benacensis är en irisväxtart som beskrevs av Anton Joseph Kerner och Otto Stapf. Iris benacensis ingår i släktet irisar, och familjen irisväxter. Inga underarter finns listade i Catalogue of Life.